# Chris Ryan

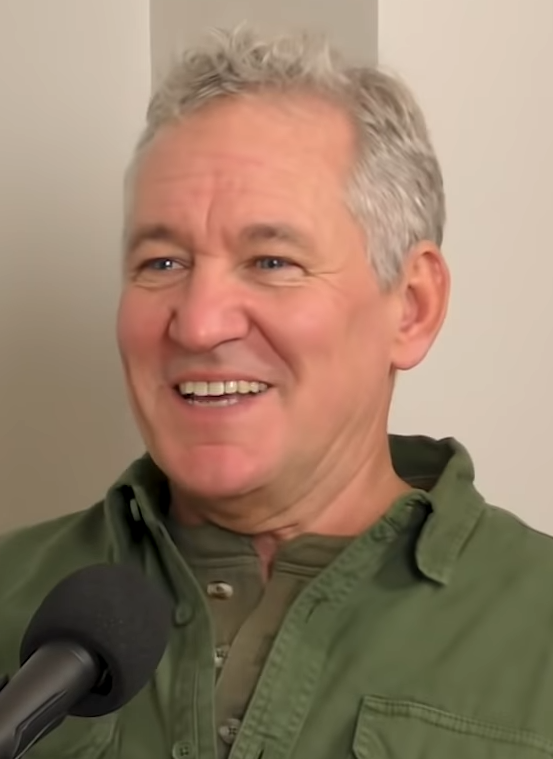
Chris Ryan

Chris Ryan (1961, Rowlands Gill) was een Britse soldaat en is tegenwoordig schrijver. De naam Chris Ryan is een pseudoniem van Colin Armstrong. In 1984 trad hij toe tot de Special Air Service (SAS).
Ryan was lid van het team Bravo Two Zero dat tijdens de Eerste Golfoorlog achter vijandelijke linies operaties uitvoerde. Ryan is de enige soldaat van het acht man tellende team die uit Irak wist te ontsnappen naar neutraal gebied. Ryan legde 200 mijl (ong. 322 km) te voet af, terwijl hij achtervolgd werd door Iraakse soldaten. Drie andere leden van het team hebben de missie niet overleefd en de overige vier leden, onder wie teamleider Andy McNab zijn gevangengenomen en gemarteld. 
 Later zijn deze vier weer vrijgelaten, en teruggebracht naar Engeland.
Chris Ryan heeft voor zijn acties tijdens de missie de Military Medal ontvangen.
Na zijn vertrek uit de SAS heeft Ryan een aantal boeken geschreven, waaronder The One That Got Away (De achtste man). In dit boek vertelt hij over de Bravo Two Zero missie.
Chris Ryan is op het Discoverychannel regelmatig te zien in Chris Ryan's Elite Police. Hij volgt daarin verschillende internationale speciale politie-eenheden.